# Belägringen av Vicksburg
Belägringen av Vicksburg ägde rum 18 maj till 4 juli 1863. Sydstatsarmén kapitulation var tillsammans med unionsarméns seger i slaget vid Gettysburg vid samma tid början till slutet för Amerikas konfedererade stater.

## Bakgrund
Unionsgeneralen Ulysses S. Grant hade slagit konfederationens John C. Pemberton i Jackson, Mississippi den 14 maj 1863. Pemberton var på flykt och trots försöken att bilda försvarslinjer misslyckades de konfedererade att göra detta. Pemberton blev mer desperat, han visste att han var jagad av general William Tecumseh Sherman. För att vinna tid brände han broarna över Big Black River och tog sin tillflykt till Vicksburg som hade ett bra försvar. Den 18 maj hade Grant byggt nya broar och tagit sig över floden. Övertygad om att stridsviljan hos konfederationen var låg då de nyligen förlorat två städer gav han order till Sherman att storma staden längs Graveyard Road. Attacken fick inte den verkan han hoppats på. Han förlorade 942 man och lyckades inte bryta sig igenom försvaret. Den 22 maj försökte man en ny attack, denna gång mer genomtänkt. Man inledde med artillerield hela natten och därefter med anfall på tre fronter: Sherman anföll via Graveyard Road, James B. McPherson norrifrån via Jackson Road och John A. McClernand från Baldwin Ferry Road. Man skar också av järnvägen söderut längs Mississippi. Vid några tillfällen lyckades man slå igenom försvaret men aldrig under någon längre tid, detta på grund av att Pemberton med lätthet kunnat flytta runt trupper i stan och sätta in dem där de bäst behövdes. 

## Belägringen

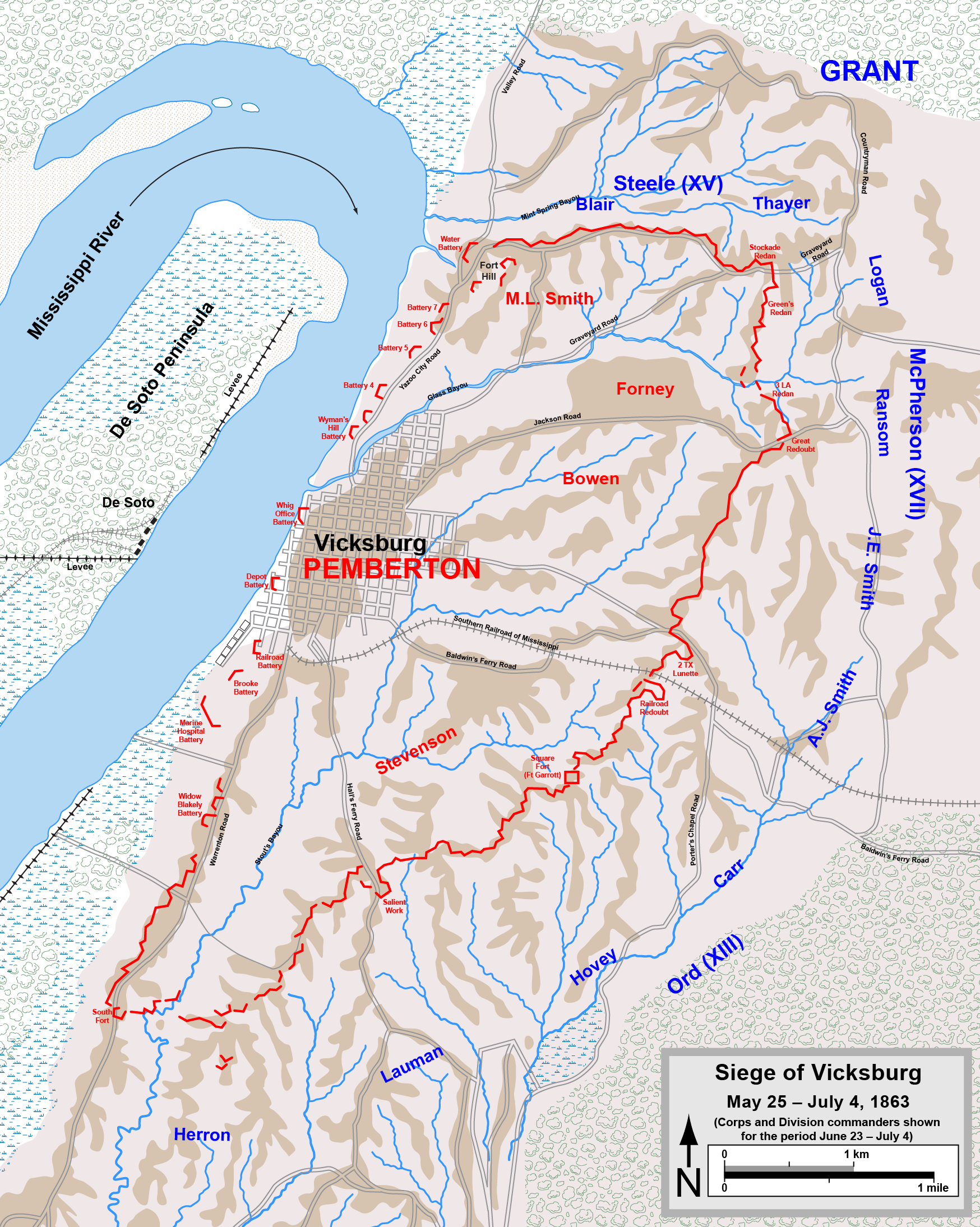
Karta över belägringen av Vicksburg.

Grant insåg att en belägring förestod och omringade staden. En vapenvila utfärdades, något som Grant först var tveksam till då han inte ville ge fienden chans till vila, men fälthygienen var omänsklig då döda och sårade låg i sommarhettan. Han beslutade sig för att gå med på vapenvila så att man kunde röja upp och begrava döda och ta hand om skadade. Den 7 juni, vid Milliken's Bend, anföll konfederationen Grants underhållslinjer som försvarades av oerfarna soldater. De slog tillbaka konfederationen men med stora förluster på båda sidor. Belägringen började ge resultat. Inne i staden var matbristen svår: man tvingas bland annat äta hästar och hundar. Moralen var låg då man visste att belägrarna var tre gånger så många som försvararna. Pemberton försökte få hjälp av Robert E. Lee som meddelade att han inte kunde stötta Pemberton eftersom han själv just gått in i Maryland och Pennsylvania. För första gången var man alltså på unionsmark och på väg mot Gettysburg. Genom att lyckas hålla uppe postgången och få igenom brev trots belägringen kunde man ändå hålla moralen uppe.

## Kapitulationen
Den 3 juli insåg Pemberton att han måste ge upp. Han skickade bud till Grant som beviljade frikostiga kapitulationsvillkor där alla i staden fick lämna staden utan att bli fångade, förutsatt att de lämnade sina vapen. Den 4 juli evakuerades staden och försvararna blev avväpnade. Anledningen till dessa generösa villkor antas vara att Grant ansåg att 30 000 krigsfångar skulle bli en svår belastning för hans trupper, men också att nederlaget kunde påverka stridsmoralen i fiendelägret på ett för Grant positivt sätt.